# USS Ward (DD-139)
Pour les articles homonymes, voir Ward.
L'USS Ward (DD-139) était un destroyer de la marine américaine de la classe Wickes.

## Historique
Son nom vient du commandant James H. Ward, (1806–1861), qui fut le premier officier de la Navy tué pendant la Guerre de Sécession. Le bateau fut construit au Mare Island Naval Shipyard, en Californie. Il fut lancé le 1er juin 1918 et armé le 24 juillet 1918. Il fut envoyé sur la base de Pearl Harbor (Hawaï) en 1941. Peu avant l'attaque de Pearl Harbor le matin du 7 décembre 1941, il se mit alors à la recherche d'un sous-marin de poche japonais de type Kō-hyōteki qui avait été repéré : mais l'intrus avait rapidement disparu. À 6 h 37, le Ward repéra un autre sous-marin qui était chargé de renseigner la flotte japonaise et le détruisit une heure avant l'attaque surprise de Pearl Harbor.
Le 7 décembre 1944, il fut envoyé par le fond pendant la bataille de la baie d'Ormoc au large des Philippines, à la suite de l'attaque d'un kamikaze qui lui avait infligé de gros dégâts.

### Découverte de l'épave
En décembre 2017, le navire océanographique de Paul Allen RV Petrel a découvert les épaves de l'USS Ward et de l'USS Cooper dans la baie d'Ormoc.